# Francisco Pérez (ciclista nascido em 1934)
Francisco Pérez (nascido em 4 de fevereiro de 1934) é um ex-ciclista uruguaio. Representou Uruguai em duas provas durante os Jogos Olímpicos de 1964.

## Resultados[1]
| Jogos       | Idade | Evento                  | Equipe/país | Terminou |
| ----------- | ----- | ----------------------- | ----------- | -------- |
| Tóquio 1964 | 30    | Corrida em estrada      | Uruguai     | 48º      |
| Tóquio 1964 | 30    | Contrarrelógio (100 km) | Uruguai     | 10º      |